# Тридцятого знищити!
«Тридцятого» знищити!», (рос. Тридцатого уничтожить!) — художній фільм 1992 року. Екранізація однойменного роману Віктора Доценка. Прем'єра відбулася у вересні 1993 року.

## Сюжет
Літо 1991 року — останні місяці існування СРСР. Важкий іспит випав на долю героя, ветерана афганської війни. Після втрати брата і полону «Рекс» потрапив до тибетського монастиря, а потім кілька років був вимушений поневірятися по світу без коштів. Випадково у одній з мусульманських країн Сергій знайомиться з впливовим Григорієм Марковичем, котрий допоміг йому повернутися на Батьківщину. Потім відбулося знайомство з цікавою і незалежною, як йому тоді здавалося, дівчиною Ланою. Але мирної роботи для нього у Москві не знайшлося.
Сергій вербуєтся на роботу у Середній Азії, нібито у центр підготовки новобранців для охорони об'єктів КДБ. З приїздом на воєнну базу, обладнану за останнім словом техніки, життя героя круто змінюється. Він стає фактично полоненим, з Сергія він перетворюється у номер тридцятий, там же зустрічає свого загубленого брата, капітана військ спеціального призначення. Брат пояснює Сергієві, що нова віха його життя віднині буде пов'язана не з КДБ, а з мафією, що рветься до влади і котра торгує зброєю та наркотиками. Брати докладають нелюдських зусиль, щоб втекти з бази і доправити дискету з важливою інформацією, у спецвідділ КДБ…

## У ролях
| Актор                  | Роль                                            |
| ---------------------- | ----------------------------------------------- |
| Ігор Ліванов           | Сергій Черкасов, «Рекс», «Тридцятий»            |
| Аристарх Ліванов       | Андрій Воронов, капітан спецназа, «Одинадцятий» |
| Марина Зудіна          | Лана (озвучування — Наталія Гурзо)              |
| Станіслав Садальський  | «Четвертий»                                     |
| Олександр Пороховщиков | Григорій Маркович, дядя Лани, «Другий»          |
| Абу Ганем              | Раскатов, сингапурський мафіозо, «Перший»       |
| Володимир Івашов       | полковник КДБ Богомолов                         |
| Микола Бармін          | генерал-майор КДБ Віктор Миколайович Руденко    |
| Олександр Дубін        | майор КДБ                                       |
| Віктор Доценко         | Дрьомов, капітан буксира                        |
| Леонід Куравльов       | продажний міліціонер «Крот»                     |
| Олена Костіна          | Гюлі, секретарка Раскатова                      |
| Іван Шабалтас          | «П'ятий»                                        |
| Володимир Єпископосян  | «Шостий»                                        |
| Федір Смірнов          | «Десятий»                                       |
| Анатолій Васьков       | «Третій»                                        |
| Михайло Солодовнік     | «Дванадцятий»                                   |
| Олександр Ілюшко       | бойовик «Ікс-2»                                 |
| Олег Дуригін           | бойовик «Ікс-3»                                 |
| Ігор Самойлов          | «Восьмий»                                       |
| Олександр Коровкін     | «Дев'ятий»                                      |
| Шахан Мусін            | «Учитель» (озвучування — Володимир Ферапонтов)  |
| Валерій Кудряшов       | найманець (озвучування — Дмитро Матвєєв)        |
| Ігор Бодровцев         | член уряду Росії                                |
| Володимир Віхров       | співробітник КДБ                                |
| Людмила Шапошнікова    | епізодична роль                                 |

## Знімальна група
- Режисер: Віктор Доценко
- Автор сценарію: Віктор Доценко
- Продюсери: Юлій Любимов, Олександр Савін, Абу Ганем
- Оператор: Микола Олоновський
- Художник: Василь Щербак
- Композитор: Собо Барданашвілі
- Автор пісень: В. Мануйлов
- Виконавець пісень: Микола Парфенюк

## Транспортні засоби
Автомобілі
- Fiat 124
- Mercedes-Benz W116
- ЗІЛ-4104
- Урал-4320
- Мікроавтобус Nissan Cherry Vanette Largo Van
- ГАЗ-66
- УАЗ-469
- Москвич-2140
- Москвич-2140SL
- Москвич-408
- ВАЗ-2105
- ВАЗ-2101
- ВАЗ-21011
- ВАЗ-2102
- ВАЗ-2106
- ГАЗ-24
- ГАЗ-24-10 (ГАЗ-24-11)
- Audi 100

Авіаційна техніка
- Вертоліт Мі-8

Інше
- Трактор Т-25 з причепом
- Мотоцикл Jawa з коляскою
- Тепловоз ЧМЕ3

## Зброя
- Пістолет ТТ
- Пістолет Макарова
- Пістолет Стечкіна АПБ
- Пістолет-кулемет Sa vz. 23
- Автомат АКС-74У
- Автомат АКС-74
- Ручний кулемет Калашникова
- Кулемет ПКМ
- Гранатомет РПГ-7